# Ireneusz Jeleń
Ireneusz Jeleń (pronunție în poloneză [irɛˈnɛuʂ ˈjɛlɛɲ] ⓘ; n. 9 aprilie 1981 în Cieszyn) este un fost fotbalist polonez care a jucat pe postul de extremă dreapta sau atacant pentru Echipa națională de fotbal a Poloniei.

## Cariera la club
Din 2002 până în 2006 a jucat pentru Wisła Płock în Ekstraklasa. În patru sezoane a marcat 45 de goluri în 100 de apariții în prima ligă poloneză.

## Titluri
Wisła Płock
- Cupa Poloniei: 2005-06; finalist 2002-03

## Legături externe
- Site web oficial pl
- fr Statisticile lui  Ireneusz Jeleń în campionatul francez pe site-ul LFP
- Ireneusz Jeleń la 90minut.pl pl